# ГЕС-ГАЕС Hausern
ГЕС-ГАЕС Hausern – гідроелектростанція на південному заході Німеччини у федеральній землі Баден-Вюртемберг. Становить верхній ступінь у каскаді на річці Шварца, знаходячись вище станції Віцнау. Можливо відзначити особливість каскаду, всі три станції якого наділені функцією гідроакумуляції.
Головне водосховище каскаду Шлухзе створили у верхів’ї Шварци, яка стікає з південного схилу Шварцвальду в долину Рейну (щоправда, потрапляє до нього не безпосередньо, а через Шлюхт та Вутах). Природне озеро доповнили гравітаційною греблею висотою 64 метри та довжиною 250 метрів, яка підняла рівень води на 30 метрів. В результаті утворилось водосховище довжиною 7,5 км, шириною 1,5 км та об’ємом 108 млн м3. Нижче по течії за допомогою іншої греблі висотою 43 метри та довжиною 158 метрів спорудили водосховище Шварцабекен довжиною 0,95 км, шириною 0,27 км та об’ємом 1,29 млн м3. Зазначені сховища використовуються як верхній та нижній резервуар при роботі станції в режимі ГАЕС. 
Від Шлухзе до машинного залу веде тунель довжиною 6,2 км із балансуючим резервуаром у вигляді шахти висотою 80 метрів та діаметром 10 метрів. Така схема забезпечує напір у 205 метрів. Основне обладнання станції становлять чотири турбіни типу Френсіс потужністю по 36 МВт та чотири насоси потужністю по 25 МВт. Це забезпечує виробництво на рівні 120 млн кВт-год на рік.